# Oude kerktoren van Nieuwe Niedorp

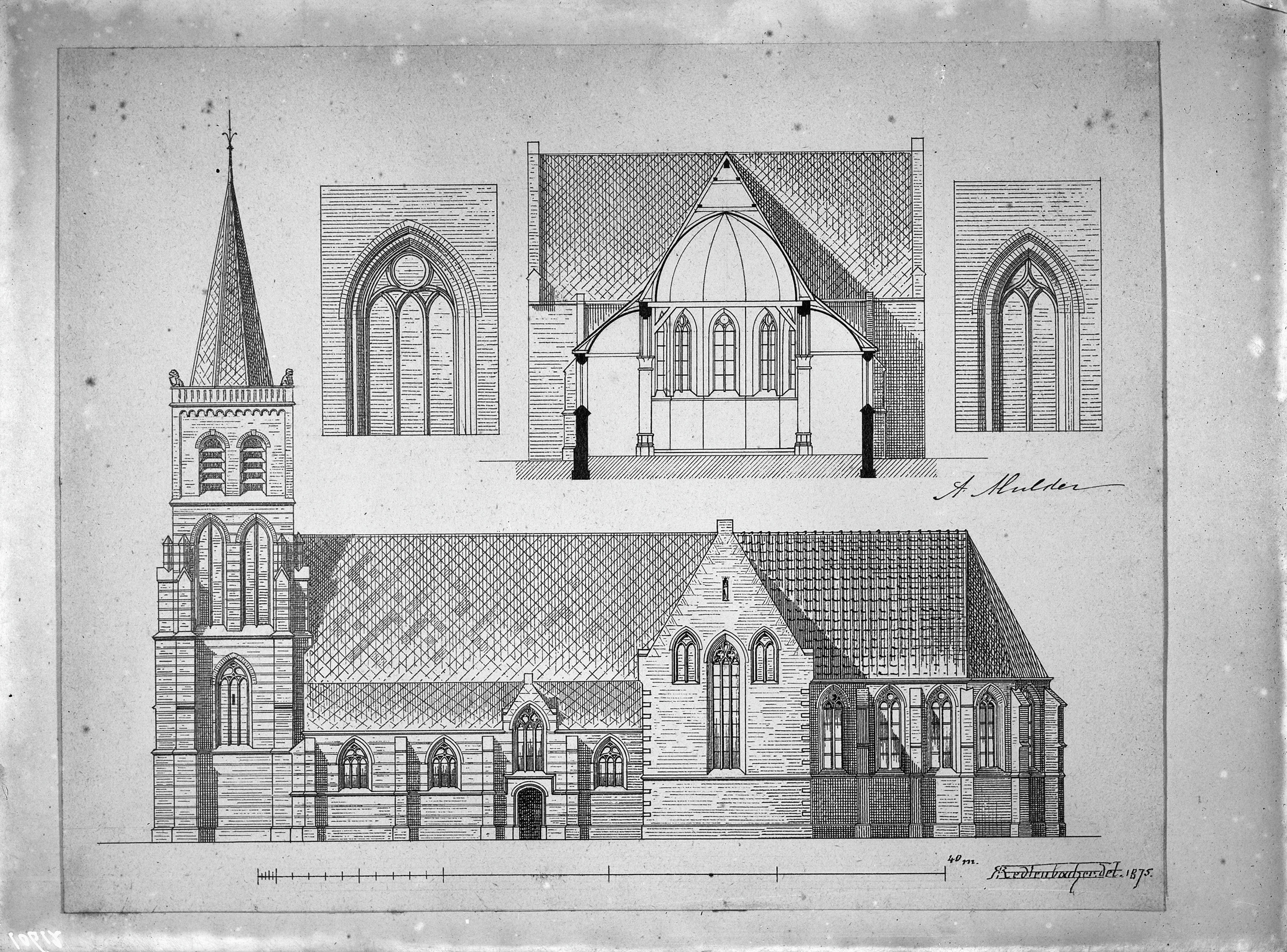
Tekening van de oorspronkelijke Sint Martinuskerk.

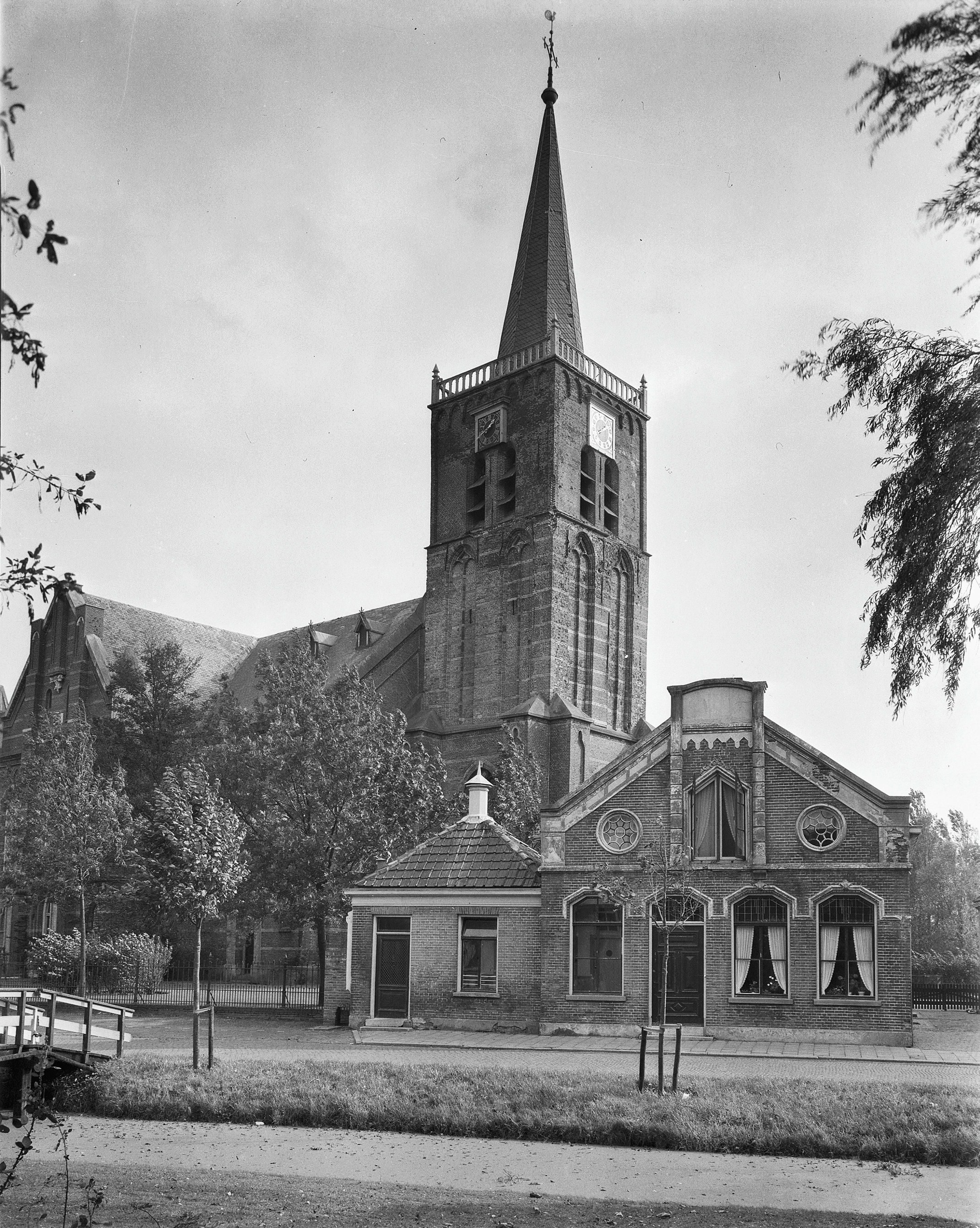
Zicht vanuit de tuin van de pastorie.

De oude kerktoren van Nieuwe Niedorp, ook wel Maartenstoren, is een kerktoren uit de 16e eeuw, gelegen te Nieuwe Niedorp. De ietwat scheve constructie kent een rijke geschiedenis van ruim 5 eeuwen en heeft de sloop van 2 aangebouwde kruiskerken overleefd. De toren is een rijksmonument en een van de meest toonaangevende gebouwen uit het Noord-Hollandse dorp.

## Bouw van de Sint Martinuskerk
Al in de 13e eeuw werd het fundament van de kerktoren aangelegd. De bouw van de toren vond waarschijnlijk in 4 fasen plaats. Dit deed men zodat de kerktoren tussen de bouwfasen door, tijd kreeg om in te zakken. Vermoedelijk zat hier per bouwfase een pauzeperiode van 50 jaar. In de 15e eeuw was de bouw van de kerktoren afgerond.
Nog voordat de bouw van de toren voltooid was, begon men in de tweede helft van de 14e eeuw met de bouw van het koor. Hier werd later een dwarsbeuk en drie schepen aan toegevoegd. Dusdanig beschikte Nieuwe Niedorp na 1500 over een één beukige kruiskerk.
De kerk werd aan de heilige bisschop Martinus gewijd. Alhoewel de Sint Martinuskerk van oorsprong katholiek was, stapte de kerk in 1572 over naar het gereformeerde geloof, dat later het hervormde geloof werd.

### Discussie over het bouwjaar
Het exacte bouwjaar van zowel de kerktoren als kruiskerk is niet bekend. Waarschijnlijk begon de bouw van de toren voor die van de kruiskerk. 1546 werd lang als officiële bouwjaar beschouwd. Deze datum stond gegrafeerd op het houten gewelf van het toenmalige kerkorgel. 
Dit is echter het jaartal waarin deze orgel hersteld werd. Én dus niet het bouwjaar van het kerkgebouw of de toren.

### Brand na blikseminslag
Tijdens de novemberstorm in 1675 doorbrak de zeedijk bij Scharwoude. Een aanzienlijk deel van West-Friesland raakte hierdoor onder water. Echter weerde de Langereisdijk het water rond de Niedorperkogge en voorkwam dat Nieuwe Niedorp onder water kwam te staan. Desalniettemin richtte de novemberstorm grote schade aan de Sint Maartenskerk. Vanwege een blikseminslag vatte de kerktoren vlam. Het vuur kwam onder controle en het kerkgebouw onderging minimale schade. De kerktoren raakte zodanig beschadigd dat deze kort na de brand werd gerestaureerd.

### Tufstenenkerk op dezelfde locatie
Voor de bouw van de kerktoren en bijbehorende kruiskerk, stond er een ander kerkgebouw op dezelfde locatie. Dit was een tufstenen kerk uit de 13e eeuw.

## Bouw van de Nederlands hervormde kerk van Nieuwe Niedorp
Wegens bouwvalligheid werd in 1875 besloten de oude kruiskerk af te breken. Dit tegen het protest van de rijksadviseurs Pierre Cuypers en Victor de Stuers in, die de monumentale waarde van het pand te groot achtten voor afbraak.
Na hun onderzoek naar de historische waarde van de kerk concludeerden zij het volgende:
«Deze kerk behoort tot de merkwaardige monumenten van Nederland. Er zijn weinig dorpen die zich kunnen verheugen in het bezit van een kerkgebouw, dat deze kerk in architectonische schoonheid en waarde evenaart».
Rijksadviseurs Cuypers en De Stuers - Heldersche en Nieuwedieper Courant, 13 augustus 1875 
Op 22 december 1875 werd de sloop van de oude en bouw van de nieuwe kerk, voor de som van fl. 44.980, aanbesteed aan L. v. d. Ploeg. De eerste steen van de nieuwe kerk werd gelegd in juni 1876. In 1877 vond de officiële inwijding plaats. Het neogotische  ontwerp van de kerk was van de hand van de architect A.T. van Wijngaarden.
De kerk werd in 1963 gesloopt. Het onderhoud was namelijk te duur en het aantal kerkgangers daalde sterk. De kerktoren bleef bestaan en werd gerestaureerd. Het huidige kerkgebouw naast de toren, de Fenixkerk, is gebouwd in 1966.

## Bijzonderheden
Aan een geschiedenis van ruim 5 eeuwen heeft de Niedorpse kerktoren enkele bijzonderheden overgehouden. Zo staat de toren opvallend scheef. Ondanks de uitgebreide faseringen in de bouw, is de toren uiteindelijk toch ingezakt.

### Opsomming bijzonderheden
- Tussen de toren en Fenixkerk in, liggen enkele oude grafzerken daterend uit de 15e tot 18e eeuw.
- De klokkenstoel is voorzien van een klok uit 1653, gebouwd door Pieter en François Hemony. Dit waren de belangrijkste Nederlandse klokkengieters uit de 17e eeuw.[9] Op 30 augustus tekende François Hemony en gemeentesecretaris Reyer van der Bijll het contract.[10] Tijdens de Tweede Wereldoorlog vorderde de Duitse bezetter de Hemonyklok. Het zou vervaardigd worden tot oorlogsmateriaal. De klok werd in 1945 terugvonden in Groningen.[11]
- In 1799, tijdens de Brits-Russische expeditie naar Noord-Holland, diende de Sint Martinuskerk als inkwartiering voor het Engelse en later Bataafse leger.[12]
- De kerktoren van Niedorp is een rijksmonument en staat sinds 1973 ingeschreven in het rijksmonumentenregister onder nr. 30384.
- De voormalig bijbehorende hervormde pastorie van de kerk is, net zoals de toren, een rijksmonument.
- In 2011 werd op initiatief van Adriaan Rodenburg de naam van de kerktoren officieel omgedoopt tot de Maartenstoren. Hierbij werd ook een informatiebordje naast de toren geplaatst.[13]

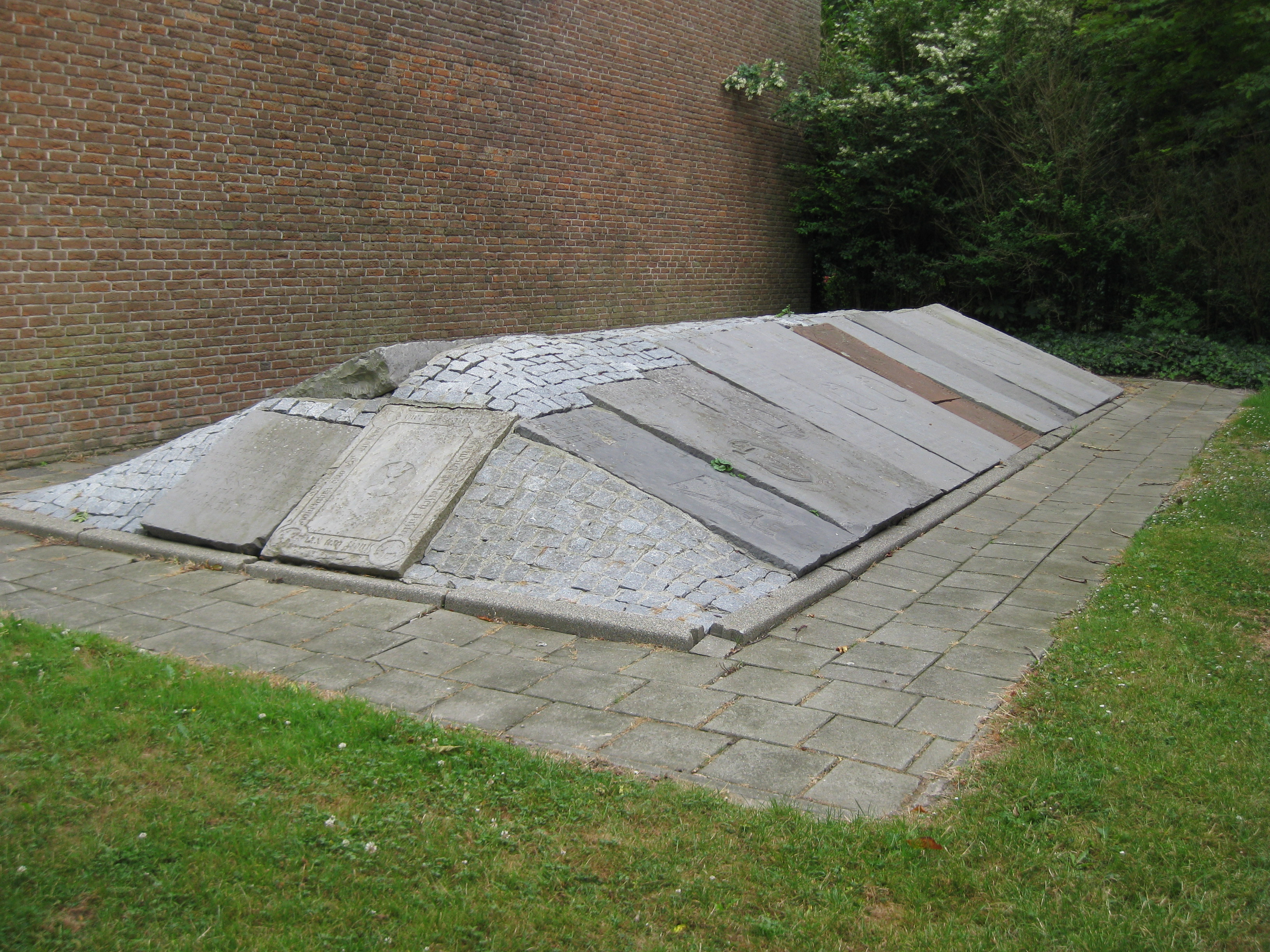
Grafzerken uit de 15e tot 18e eeuw.
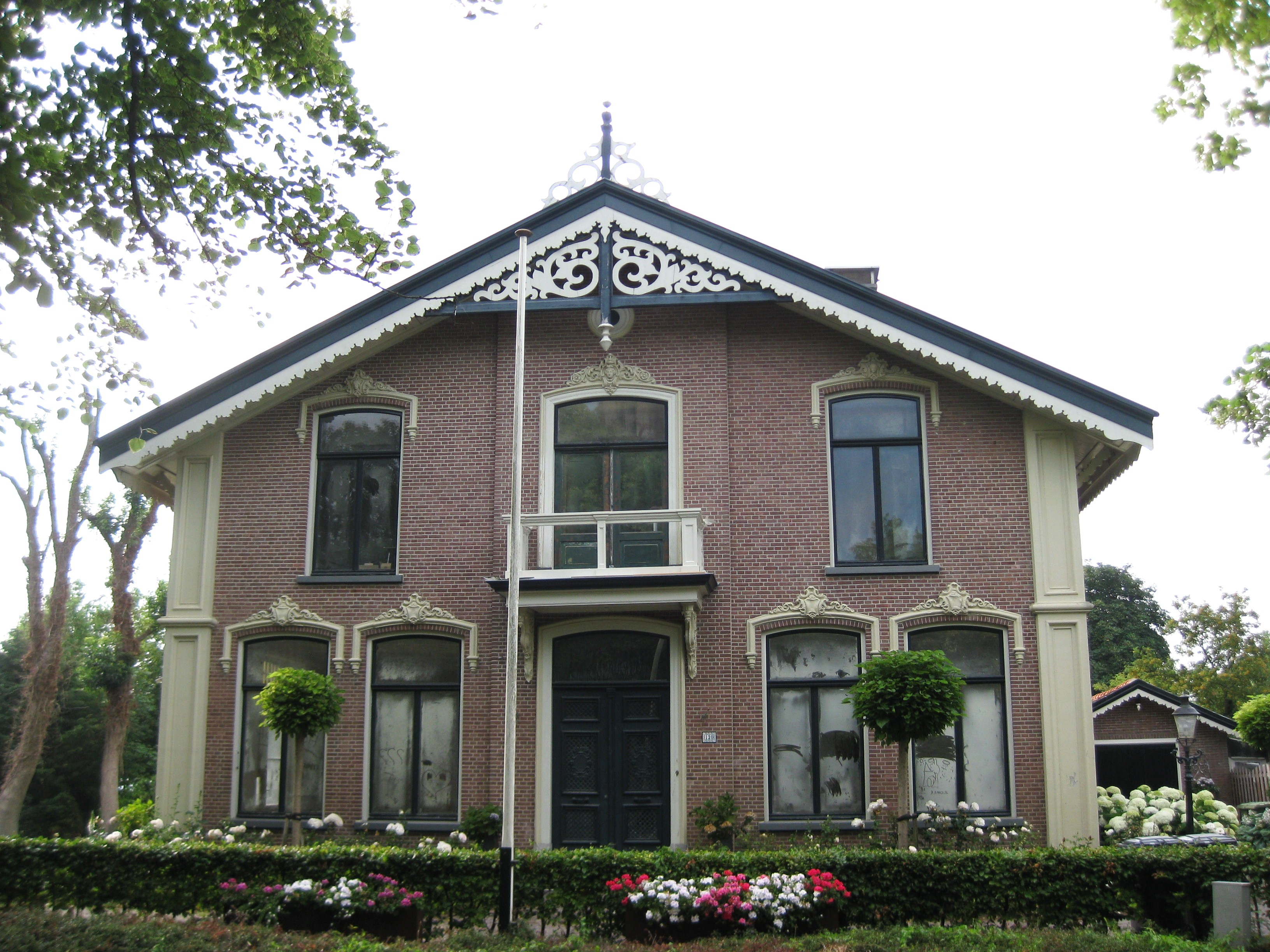
De bijbehorende voormalige pastorie.
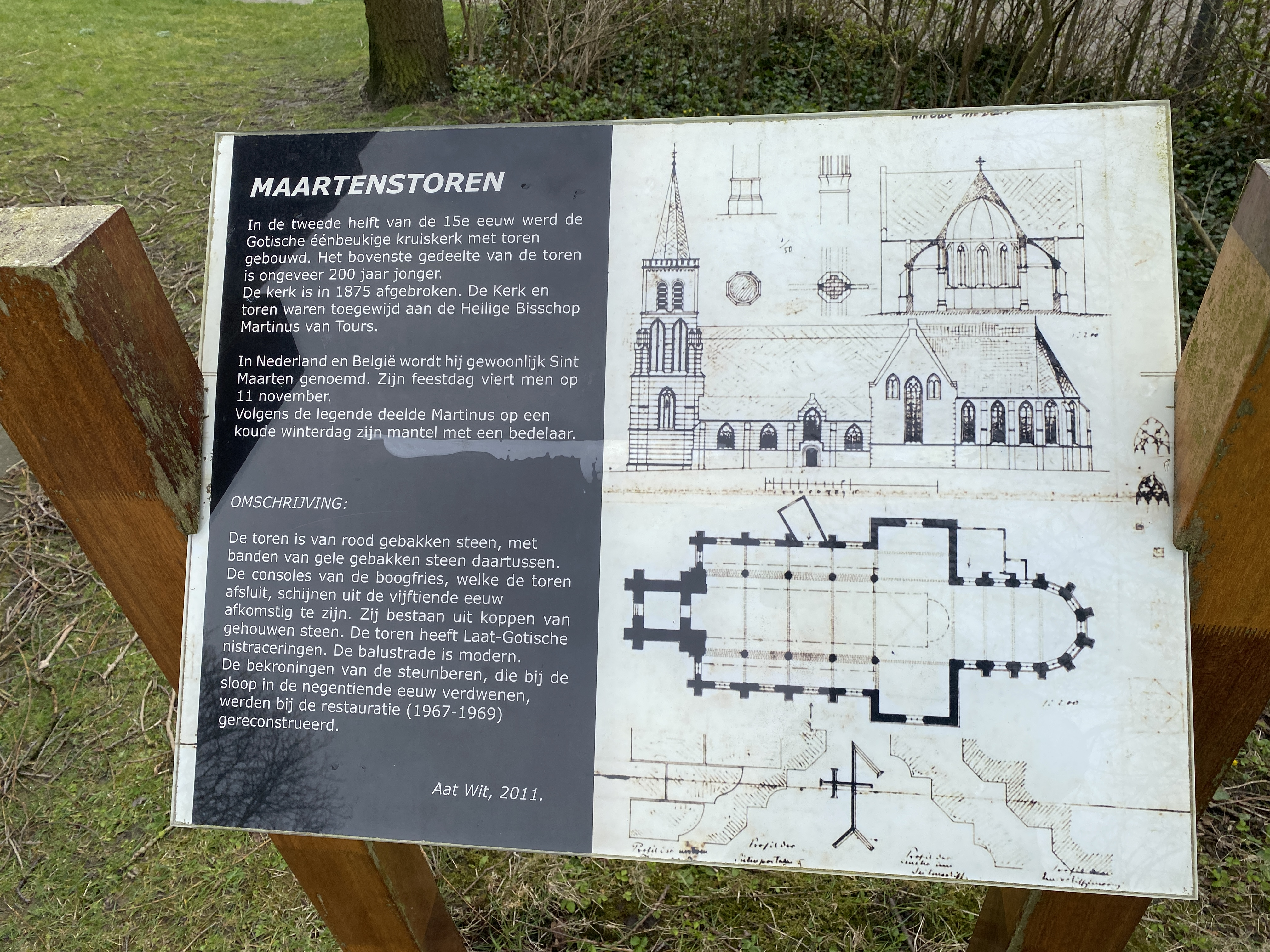
Het in 2011 geplaatste informatiebordje.
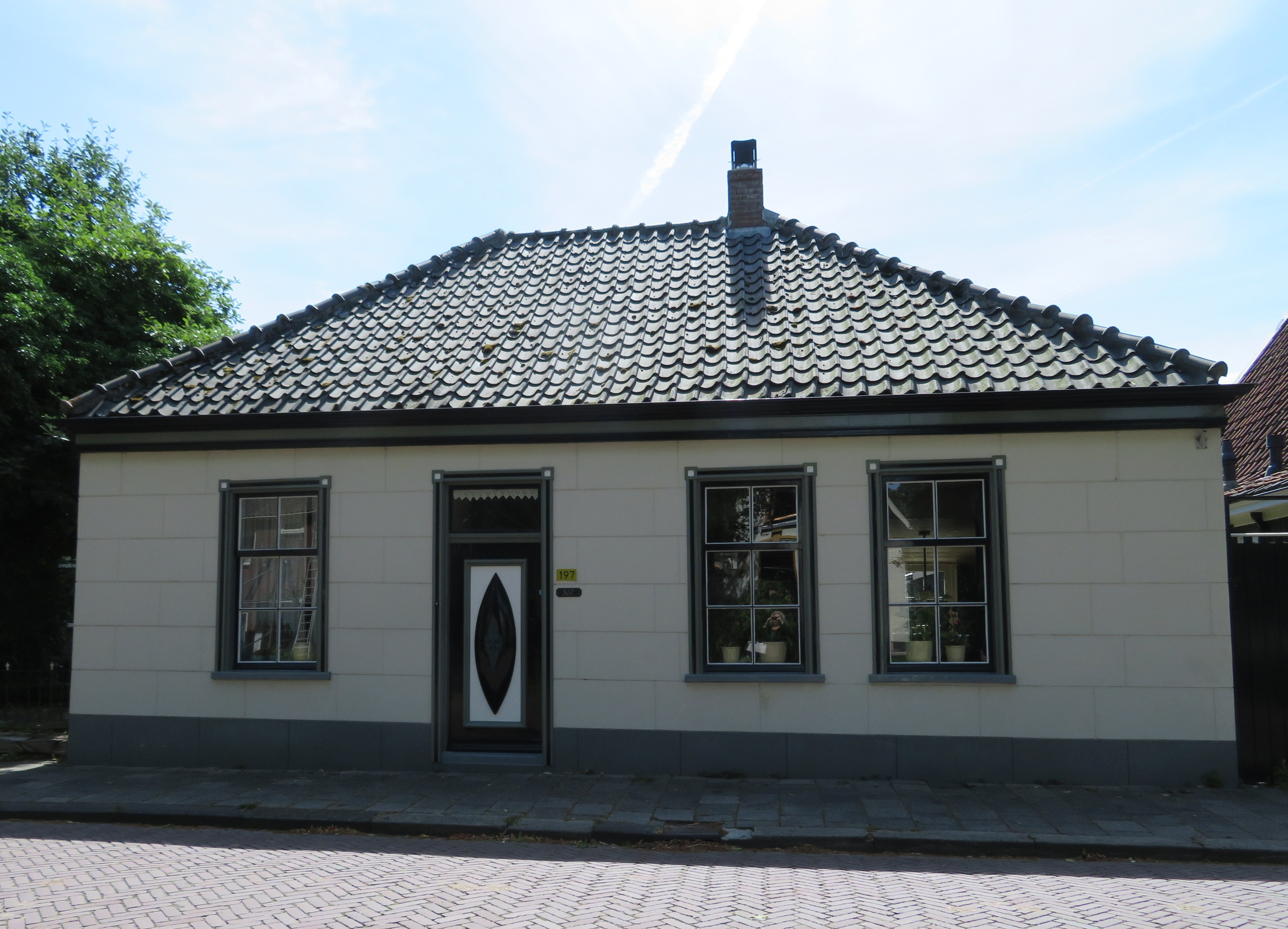
Voormalige kosterswoning aan de Dorpsstraat 197.